# Stanisław Bockenheim
Stanisław Tadeusz Bockenheim (ur. 8 maja 1933 we Lwowie, zm. 28 sierpnia 2016) – polski architekt, literat, publicysta oraz satyryk

## Życiorys
Od 1945 roku mieszkał i tworzył we Wrocławiu. Absolwent I Państwowego Gimnazjum i Liceum we Wrocławiu oraz Wydziału Architektury Politechniki Wrocławskiej (1959). Podczas studiów był redaktorem periodyku studentów Politechniki "Nasza Uczelnia" oraz był współtwórcą i kierownikiem literackim Studenckiego Teatru Satyry "Ponuracy". Współzakładał oraz był redaktorem naczelnym czasopisma "Poglądy" (dwutygodnik, później tygodnik). W 1956 roku należał do grupy założycielskiej audycji satyrycznej Studio 202. Publikował również na łamach "Rocznika Lwowskiego.
Od 1961 roku był członkiem wrocławskiego oddziału Stowarzyszenia Architektów Polskich, a w latach 1997-1987 pełnił funkcję wiceprezesa zarządu oddziału. W 1981 roku uzyskał status architekta twórcy.
W 1974 roku - wraz z Józefem Korniakiem i Ryszardem Masztalskim - otrzymał wyróżnienie III stopnia w konkursie na opracowanie koncepcji funkcjonalno-przestrzennej centrum Wrocławia. Natomiast w 1997 roku został odznaczony Brązową Odznaką SARP.
Został pochowany na Cmentarzu Osobowickim we Wrocławiu.

### Zrealizowane projekty
- hotel "Polanica" w Polanicy-Zdroju (1960)
- ośrodek handlowo-usługowy dla osiedla XX-lecia w Ząbkowicach Śląskich (1967, wraz z Krzysztofem Bockenheimem)
- hotelu "Perła" w Oleśnicy
- hotelu "Cieplice" i sanatorium MSW w Cieplicach Śląskich (wraz z Magdaleną Turnau)
- osiedle mieszkaniowe w Lubaniu (wraz z Jackiem Zasadą)

## Publikacje książkowe
- Pajacyki i gliniarze (powieść, 2001)
- Od Wolbero de Bockenheim do Franciszka Stanisława Bockenheima (2003, II tomy)
- Powrót z wakacji '68 (przez Ruś Czerwoną) (2003)
- Z Nadrenii i Lotaryngii do Wrocławia (przez Galicję) (2003)
- Appasionaria (powieść, 2004)
- Wrocław i okolice silva rerum (2008-2009, IV tomy)
- Kaczy chód w Chondurasie (2009)
- Kaczy zbuk w Chondurasie (2011)
- Teatrzyk Gęsi Pipek w Chondurasie: silva rerum (2012)
- Teatrzyk Gęsi zgrzyt w Chondurasie (i inne kawałki) (2014)

Źródło: Katalog Biblioteki Narodowej